# Windows Live Spaces
 (septembre 2020).
Si vous disposez d'ouvrages ou d'articles de référence ou si vous connaissez des sites web de qualité traitant du thème abordé ici, merci de compléter l'article en donnant les références utiles à sa vérifiabilité et en les liant à la section « Notes et références ».
Windows Live Spaces était une plateforme permettant la création d'un espace personnel (blog) personnalisable avec des applications et des modules. L'utilisateur pouvait y faire apparaître des photos, des vidéos (de YouTube ou Dailymotion) ainsi que des textes.
Microsoft a annoncé le 28 septembre 2010 qu'il abandonnait le projet. Les utilisateurs ont été invités à migrer vers WordPress.com, à la suite d'un partenariat établi entre les deux services. La fermeture définitive du service a eu lieu le 16 mars 2011.

## Concurrents
- Blogger
- OverBlog